# Mangsang-dong
Mangsang-dong (koreanska: 망상동) är en stadsdel i staden Donghae i  provinsen Gangwon i den nordöstra delen av Sydkorea,  190 km öster om huvudstaden Seoul.
I Mangsang finns en populär badstrand, Mangsang Beach, som är cirka 2 km lång.